# 印第安纳大学麦肯尼法学院

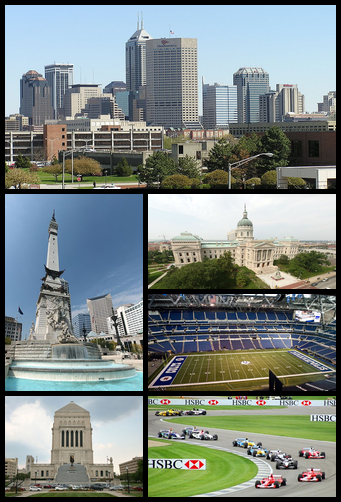
美國第十二大城印第安纳波利斯市

印第安纳大学麦肯尼法学院（Indiana University Robert H. McKinney School of Law）是一所位于美国印第安纳州首府印第安纳波利斯的法学院。是印第安纳大学旗下两所法学院之一，亦是印第安納州最大的法學院，目前有超過11000名校友在全美各州及世界各地。根据2022年US News and World Report公布的法學院排名，全美第98名。
麥肯尼法學院是一所公立非營利教育機構。全國法學家雜誌（National Jurist Magazine）評價為最有價值的法學院（Best Value Law School）在「學費、就業率、學生貸款負擔、律師考試通過率、生活成本」為最符合成本效益。因此麥肯尼法學院是全美註冊率最高的十所法學院之一。
根據2016年Lawyers.com的調查，麥肯尼的畢業生在九個月內就業率達82%，高於其他在印地安那州的所有法學院，排名全美第29名。全美排名第七名被低估的法學院。

## 背景

### 歷史

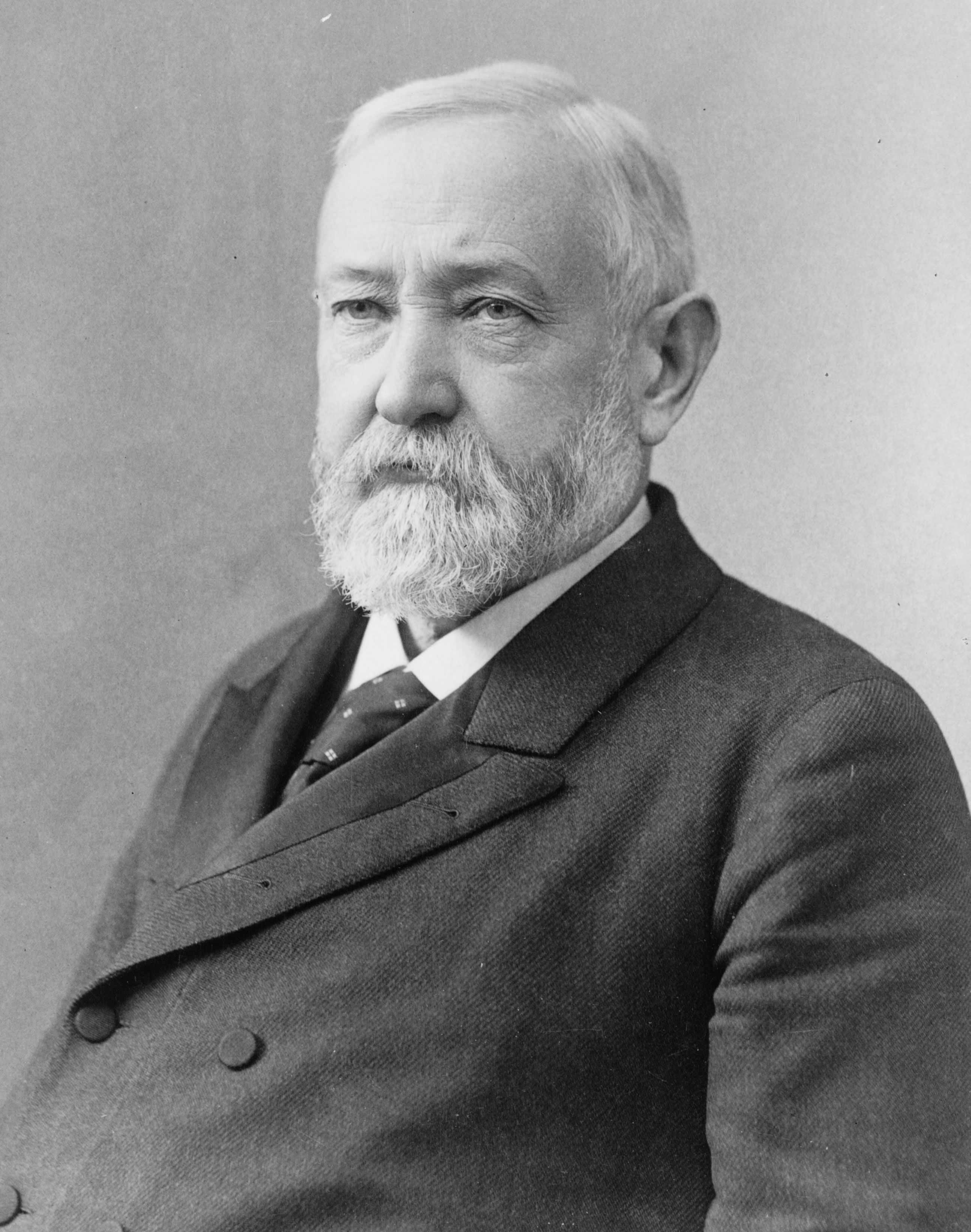
該院早期的出資者美國總統班傑明·哈里森，其故居就位在麥肯尼法學院附近。

創設於1893年，由美國第二十三任總統班傑明·哈里森與印第安納州實業家禮來公司創辦人Eli Lilly出資。原為兩所私立法學院——印第安纳法学院（Indiana Law School）及班傑明·哈里森法學院（Benjamin Harrison Law School），該兩所法學院於1936年合併，並於1944年加入印第安纳大学（Indiana University） ，稱為印第安纳大学法學院-印第安納波利斯（Indiana University School of Law, Indianapolis）。
2011年印第安納州最大律師所 Bose McKinney & Evans LLP 創辦人麥肯尼先生捐款，命名為「印第安納大學 羅伯特·H·麥肯尼法學院」（Indiana University Robert H. McKinney School of Law），簡稱麥肯尼法學院（IU McKinney） 。

### 地理位置
該院於2001年遷入新建的Lawrence W. Inlow Hall，該建築曾獲選為世界五十個令人印象深刻的法學院建築第二十二名，位於印第安纳大学与普渡大学印第安纳波里斯联合分校的校園內，與印第安纳大学醫學院(Indiana University School of Medicine)為鄰。
由於該院為位在州首府唯一的法學院，距離印第安納波利斯市中心與印第安納州議會大廈（Indiana State House）只有幾步之遙，使得該院長期以來與法律實務界有緊密良好的關係。

## 現任教職員
麥肯尼法學院位在州首府，有超過80名教授來自實務界與學術界，分別教授實踐及理論性課程。其中較知名的有：

### 實務界
- 州總檢察長Greg Zoeller，美國聯邦與州憲法教授。[6]
- 州最高法院大法官州最高法院大法官 Justice Steven H. David，合同法教授。[7]
- 州最高法院大法官 Justice Robert D. Rucker，侵權行為法教授。 [8]
- 州最高法院前首席大法官Professor Frank Sullivan, Jr.，法律實務與司法行政教授。[9]

### 學術界
- Professor James Patrick White 美國律師協會（ABA）前主席，比較法學教授。 [10]
- Professor Eric R. Dannenmaier 美國總統歐巴馬任命北美自由貿易協定（NAFTA）環境合作諮詢委員，環境及自然資源法學教授。[11]
- Professor David Orentlicher 曾任普林斯頓大學，芝加哥大學法學院，愛荷華大學藥學院和西北大學醫學院教授，哈佛大學醫學博士及法律博士，印第安納州眾議員（2002-2008），醫療法及生物倫理學教授。
- Professor Gary R. Roberts 曾任杜蘭大學法學院副院長，律師體育協會（the Sports Lawyer Association）董事，麥肯尼法學院前院長。體育法教授，2016年就任Bradley University校長。
- Professor Florence Roisman曾任耶魯大學法學院，喬治城大學法學院，喬治華盛頓大學法學院。行政法教授。
- Professor George E. Edwards劍橋大學沃爾夫森學院終身教授，美國法律協會（ALI）和美國律師基金會（ABF）院士，聯合國經濟與社會理事會（UN-ECOSOC）特別顧問（Special Consultative Status）。國際人權法、國際公法教授。
- Professor Dr. iur. Frank Emmert, LL.M.曾任 European University Institute, Florence (義大利)， Charles University Prague (捷克)，Amsterdam Law School, University of Amsterdam（荷蘭），Stanford Law School (美國)，Universidad de Guadalajara (墨西哥) 等校院長、教授。德國慕尼黑大學法學博士。歐盟法，比較法，國際貿易法教授。
- Professor Nicolas P. Terry 曾任墨爾本大學法學院，聖克拉拉大學，密蘇里大學，華盛頓大學和愛荷華大學法學院。前美國聖路易斯大學醫療法研究中心聯席總監、資深副院長。醫療法教授。
- Professor R. George Wright 法哲學，民權和憲法教授，特別是在言論自由。出版六本教科書，上百篇學術論文。
- Professor Linda Kelly 著名教科書作者。家庭法，移民法教授。
- Professor Gerard N. Magliocca 著名教科書作者。侵權，憲法，知識產權，法律史教授。
- Professor Lawrence A. Jegen III 著名教科書作者，十四次榮獲印第安納大學榮譽獎（包含：Indiana University’s President’s Distinguished Teaching Award (1989); Indiana University’s Teaching Excellence Recognition Award (1997); Indiana University’s Most Outstanding Law Professor Award (the Black Cane Award) six times (1970, 1980, 1985, 1986, 1999, 2001); Indiana University School of Law Distinguished Alumni Award (1993); four Special Indiana University Law School Alumni Awards (1970, 1976, 1980, 1985); The Indiana University Trustees Teaching Award (1997)）。 稅法教授。
- Professor Nicholas L. Georgakopoulos 兼併與收購，破產法，證券監管教授。活躍在美國法律協會，美國法律與經濟協會，以及法律與經濟學的歐洲協會，是美國中西部的法律與經濟協會的創始成員，並曾擔任希臘資本市場委員會顧問。
- Professor Jennifer A. Drobac 著名教科書作者。合同和銷售，家庭法，青少年法，性騷擾法，生命倫理：艾滋病法律，職業責任教授。

## 知名校友
在過去一百二十年的歷史中，麥肯尼法學院培育了印第安納州過半數的律師與法官。近年來，該法學院廣為人知的校友有：

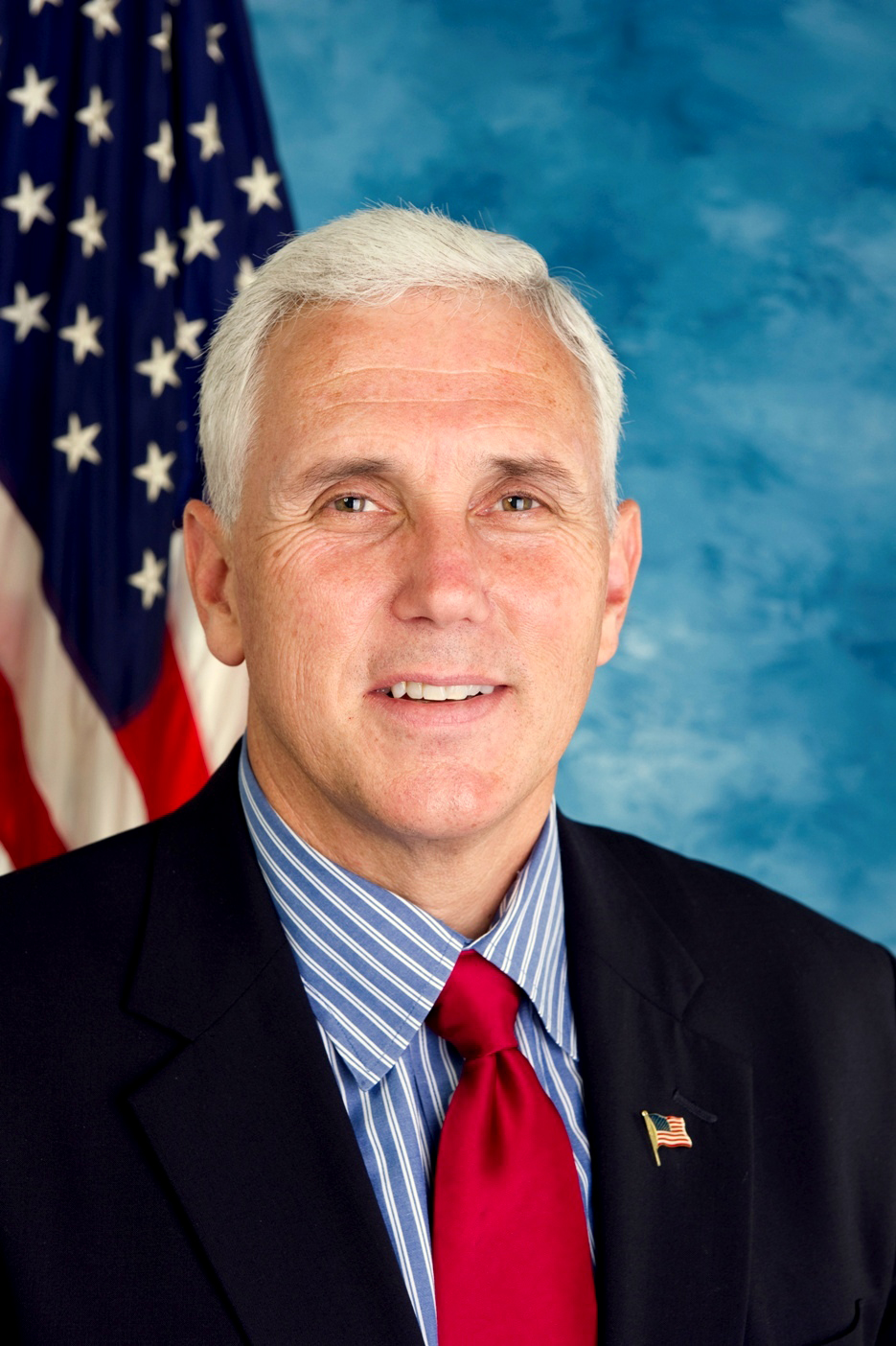
校友，第48任美國副總統迈克·彭斯

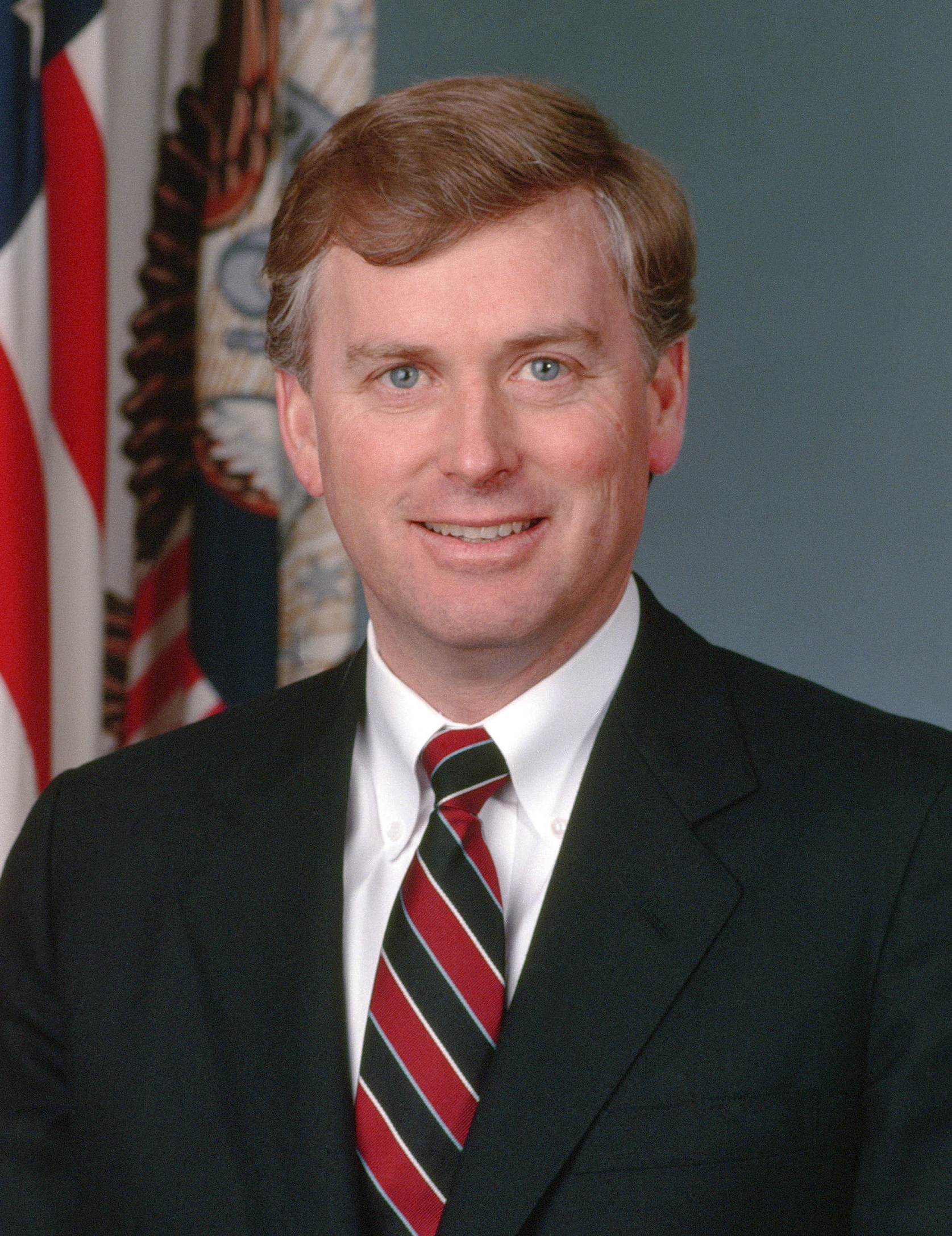
校友，第44任美國副總統丹·奎尔

### 政治界
- 前美國副總統 Mike Pence
- 前美國副總統 Dan Quayle 及夫人 Marilyn
- 五位美國聯邦參議員 Todd Young (現任), Frederick Van Nuys, Arthur Raymond Robinson, Samuel D.Jackson 及 Dan Coats
- 二位現任美國聯邦眾議員 Todd Rokita (前州務卿) 及 Susan Brooks
- 前印第安納州州長Mike Pence, Harry G. Leslie 及 Edgar Whitcomb
- 前美國運輸安全管理局局長 John S. Pistole (現任安德森大學校長)
- 印第安納州現任眾議院議長 Brian Bosma 及前議長 John R. Gregg 及現任兩位眾議員 Mike Speedy, Ryan Dvorak
- 印第安納州現任參議院議員 Brandt Hershman, Susan Glick 及 Michael Young

### 法學界
現任五位州最高法院大法官，有三位是校友： 
- 首席大法官Chief Justice Brent Dickson
- 大法官Justice Steven H. David，曾任美軍駐古巴關達那摩軍事法庭律師。
- 大法官Justice Mark Massa

## 學術表現

### 校友表現
Super Lawyers評選中，2015年該院有363位校友獲選『超級律師』，佔印第安納州入選者的44%。是該州培育法律人才最多的法學院。

### 學術排名
《美国新闻与世界报道》的法学院排名（2017 Best Law Schools edition）中，該校的醫療法排名全美第１１名，法律寫作已連續十年排名全美前２０名，最新排名為第１2名，全職JD課程排名全美前100名，在職JD課程排名全美前２3名。

### 學生評價
2015年學生排名網站 Graduate Programs ，將該院總體排名評為全美第２６名。
該網站訪問在學學生與畢業生，對於學生所關心的十五個項目進行評比，包含有：學校的學術競爭力、生活支出負擔、校園安全、 對學生的職業方向支持、學校教學品質、教師的可訪問性與支持、 經濟上的資助、 建構人際網絡的方便性、學校對於新科技的使用、社交生活多樣性、學生多樣性 、周邊環境、將通方便程度、課程工作量。

## 研究中心與專業學程
麥肯尼法學院成立下列研究中心與專業學程，支持教員從事專長領域研究，並授與學生專業學程證書：

### 法律與健康研究中心
該院的法律與健康研究中心 (The William S. and Christine S. Hall Center for Law and Health）是美國最好的醫療法研究中心之一。創立於１９８７年，從事醫療法與社區健康法律研究及服務，整合該院提供的超過三十門相關課程，頒授醫療法專業學程證書（The Certificate in Health Law ），法學碩士學位專注於醫療法、政策與生物倫理（LL.M. in Health Law, Policy, and Bioethics）。並出版印第安納州衛生法學評論（ Indiana Health Law Review），學生可透過該中心參與社區服務課程及參與研究及出版。

### 知識產權與創新法研究中心
該院的知識產權與創新法研究中心（the Center for Intellectual Property Law and Innovation）開設課程在商標，版權，專利，商業秘密，大眾傳播，生物醫療設施，生物醫藥，互聯網，電子商務，社會化媒體的信息，知識產權融資和知識產權稅收等。提供專業證書給修習課程的JD學生，並且提供知識產權方向的 LLM 及 MJ 學位。目前，該中心可指導 SJD 學生的教授有：
- Professor Xuan-Thao Nguyen：國際知名的知識產權法律學者，曾與中國重慶西南政法大學張玉敏名譽院長、教授合作舉辦『中美知識產權比較法學年會』。[16]
- Professor Gerard N. Magliocca 曾獲得 the Best New Professor Award and the Black Cane (Most Outstanding Professor)，並獲聘為荷蘭米德爾堡羅斯福研究中心講座教授（Fulbright-Dow Distinguished Research Chair），及當選美國法律協會成員。 [17]
- Professor Lea Shaver 曾任教於耶魯大學法學院和霍夫斯特拉法學院。[18]

### 亞洲法共同研究中心
該院的亞洲法共同研究中心（The Joint Center for Asian Law）由院長 Andrew R. Klein教授及中國人民大學法學院院長韩大元教授共同主持，是中美兩國大學共同成立的研究中心，對於亞洲太平洋地區的法治研究與學術交流提供平台。麥肯尼法學院也是最早與中國著名法學院建立深厚關係的學校之一，自１９７０年改革開放後，即開始與中國人民大學開設共同課程。爾後，該校友中國人民大學法學院丁相顺教授留學美國及日本（早稻田大学、立命馆大学及明治大學），建立起跨太平洋的聯繫網路，使得雙方學術聯繫更間緊密。中國人民大學法學院每年亦選派優秀畢業生，全額獎學金至麥肯尼法學院攻讀學位。
亞洲法共同研究中心每年接待來自亞洲各國的訪問學者。此外，有來自加拿大渥太華大學、挪威卑爾根大學、美國波士頓學院、明尼蘇達大學、奧克拉荷馬大學、田納西大學法學院的學生與教授，透過麥肯尼法學院該院的亞洲法共同研究中心的平台，共同修課、研究及講學。也使得該院SJD、JD及LLM學生，有更多機會拓展人脈、找工作，或繼續進修。

### 法律與州政府學程
作為一所在州首府的法學院，麥肯尼法學院不但培育了許多優秀的政治菁英，也十分注重學生至州政府實習與工作的機會。該法學院的法律與州政府學程（Program on Law and State Government) 由Professor Cynthia Baker主持，每年提供法學院在學生(SJD、JD、MJ及LLM)，至州政府實習及見習，並結合在校課程一起學習，學生可同時或的學分與實務經驗。每年皆提供的機會包含：於州政府行政單位參與法學研究，法律文書寫作，案例分析和法律解釋的使用技巧等，並且參與許多行政聽證會，及行政复議工作，並協助行政規則和法規的起草，亦可近距離觀察政府機構如何履行職責，建立法規，維持機構的行動能力，且起草立法意見。

## 學術合作與實習課程
所有該院學生包含法律博士（JD）及法學硕士（LLM）學生，皆可參與下列實習課程，參與各項國內外學術合作：

### 美國
- 美國法院與州政府實習項目：該院學生於學期中可參與地方與州政府實習課程，課程中會至政府機關實習並取得實作學分。亦可申請至州最高法院大法官辦公室實習，亦可取得實作學分。
- 美國律師所實習項目：一般JD學生皆會利用暑假時間至律師所實習，該院學生亦不例外，有許多美國在地律師所歡迎他們去實習。

### 中國及亞洲

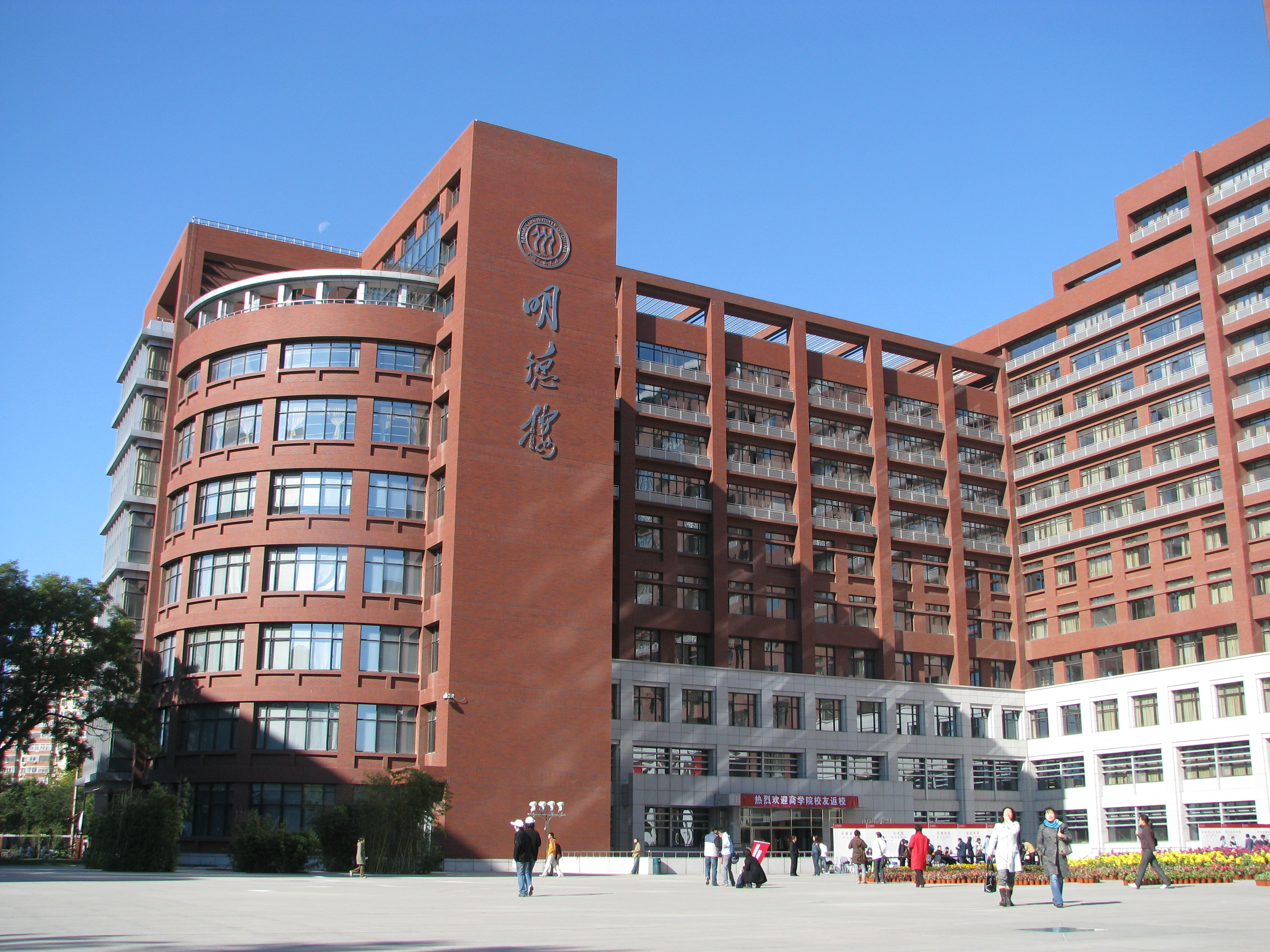
中國人民大學法學院與麥肯尼法學院建立長久良好的合作關係。

- 中國法暑期課程項目：該院自1970年代起，即與中國人民大學法學院建立共同合作關係。每年該院的學生與來自加拿大渥太華大學、挪威卑爾根大學、美國波士頓學院、明尼蘇達大學、奧克拉荷馬大學、田納西大學法學院的學生，在該院教授的帶領下至中國人民大學法學院修習中國法課程，該課程是第一個受美國律師協會（ABA）認可承認學分的中國法課程。[20]
- 中國律所實習項目：該院重視與中國律師所合作，學生可利用暑假申請至中國北京 上海 廣州 深圳 香港 武漢 青島 廈門 濟南 等二十個城市的外資律所及知名律所實習。
- 亞洲其他國家實習項目：該院重視與亞洲律師所合作，學生可利用暑假申請至 泰國 日本 南韓等亞洲國家知名律所及民間機構實習。

### 歐洲及國際組織
- 歐洲實習項目：該院學生可利用暑假申請，該院歐洲實習計畫，包含有歐洲律師所與民間機構的實習機會。
- 國際人權機構實習項目：該院國際人權法研究中心，不定期提供機會讓學生至國際人權機構實習。

## 學位與課程特色
美國律師協會（ABA）認可該院具備頒發法律博士 (J.D.) 、法律碩士 (M.J.) 、法學碩士 (LL.M.) 及 法學博士 (S.J.D.) 四種學位。

### 法律博士 (J.D.)
法律博士學位 Doctor of Jurisprudence (J.D.)，是美國法學院的第一個法律學位，可完整了解各個法律領域，畢業後具有成為律師的資格。麥肯尼法學院的JD學生，亦可跨院修習雙學位，例如：
- JD/ MBA（工商管理碩士） - 凱利商學院
- JD/ MPA（公共事務學碩士） - 公共和環境事務學院
- JD/ MHA（衛生管理碩士） - 公共衛生學院
- JD/ MPH（公共衛生碩士） - 公共衛生學院
- JD/ MD（醫學博士） - 醫學院
- JD/ MSW（社會工作碩士） - 社會工作學院
- JD/ MA（文學哲學碩士） - 文理學院
- JD/ MLS（圖書館學碩士） - 信息與計算機學院

### 法律碩士 (M.J.)
法律碩士學位Master of Jurisprudence (M.J.)，是提供給其他領域的專業人士進修法律，以輔助其本身職能發展之學位。該院的M.J.課程，具有以下特色可專注於特定法律領域，如：
- 就業與人力資源相關法律
- 知識產權法
- 合同法（契約法）
- 健康與科學相關法律
- 執法
- 環境和自然資源相關法律
- 政府規例等法律
- 立法舉措等
- 新聞工作相關法律
- 社會工作相關法律
- 商業與企業事務相關法律
- 國際法
- 體育和娛樂相關法律

### 法學碩士 (LL.M.)
法學碩士學位 Master of Laws (LL.M.) ，是提供給已經具備有法律博士(J.D.)或法學士(LLB)之法律專業人士或外國律師之課程，可增進對特定法律之進一步了解，或進行法學研究之準備。該院的LL.M.課程，具有以下特色可專注於特定法律領域，如：
- 美國法律（外國律師限定）
- 企業和商業法
- 衛生法
- 知識產權法
- 國際法和比較法
- 國際人權法

### 法學博士 (S.J.D.)
法學博士學位 Doctor of Juridical Science (S.J.D.)，是美國法學院可以提供的最高學位，相當於其他學院的哲學博士。該學位課程入學前必須具有法律博士(J.D.)或法學士(LLB)，以及美國律師協會（ABA）認可的法學院所頒發的法學碩士（LL.M.）。該院的S.J.D.學生，來自世界五大洲，畢業後於各大學任教，或從事研究相關工作。從2013年以來，該校培育出：
- 埃及亞歷山大大學刑法學教授 Mohamed Arafa
- 美國聖克拉拉大學教育學院助理院長 Ujala Akram
- 澳大利亞新英格蘭大學法學院教授 Dr Ying Chen
- 中國人民大學法學院教授 丁相順
- 泰國易三倉大學法學院教授 Pitchaya Dharmpipit
- 泰國商會大學法學院教授 Apinya Bunditwuthisagul

## 法學期刊
該院出版四種法學專業期刊：
- 印第安納州法律評論（Indiana Law Review）
- 印第安納州國際與比較法評論（The Indiana International & Comparative Law Review）
- 印第安納州衛生法律評論（Indiana Health Law Review）：專注於生物倫理學，醫療事故責任問題，管理式醫療，反壟斷，醫療機構，醫療法學研究，法律醫藥，食品，藥品，和其他經常與健康有關的前沿研究。
- 歐洲法律改革期刊（European Journal of Law Reform）：由該院教授、英國倫敦大學高級法律研究學院，瑞士巴塞爾大學法學院的教授共同擔任主編。

## 圖書館
在該院步行可及的印第安纳波利斯市中心區，有三座該州規模最大的法學圖書館可供學生及公眾使用：

### 露絲·禮來法學圖書館（The Ruth Lilly Law Library)
位在該法學院建築內，由美國慈善家Ruth Lilly捐款命名，是麥肯尼法學院的專屬法學圖書館，有超過 603,000 份的館藏資料，是該州最大的法學院圖書館。包含了完整的美國聯邦歷史資料，由於該圖書館是早期美國聯邦政府文件託管機構之一。此外，該圖書館也是聯合國資料的正式存放機構之一，存放有超過20000份。

### 州最高法院法學圖書館（Supreme Court Law Library)
1867年設立，位在州政府大樓內，是印第安納州最高法院(Supreme Court of Indiana)設立的法學圖書館，也是最高法院大法官研究案例的地方，麥肯尼法學院學生經常在此學習。該圖書館是印第安納州最古老的法學圖書館，存放有該州設立以來的重要的法律文件。

### 州圖書及歷史館（Indiana State Library and Historical Bureau)
位在距離麥肯尼法學院一個街角處，有印第安納州圖書及歷史館。該館專門收藏印第安納州的歷史資料，其中包含許多法學資料，由州政府於1825年設立。

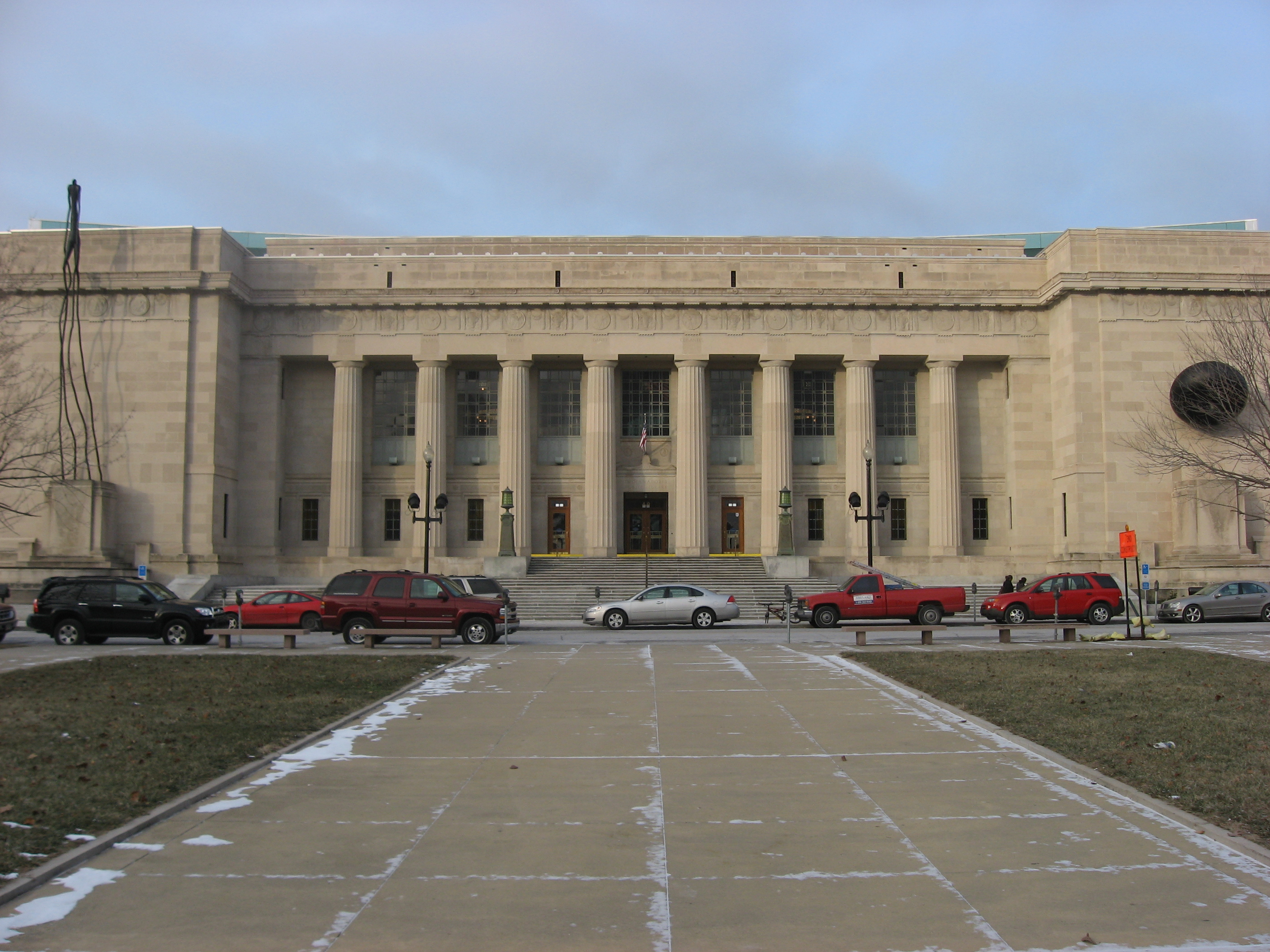
中央圖書館，就位在麥肯尼法學院附近。

### 中央圖書館(Indiana central library)
位在距離麥肯尼法學院兩個街角處，有印第安納波利斯中央圖書館。該圖書館是印第安納州館藏最豐富的書籍資料庫，其中包含許多法學資料。

### 其他
此外，麥肯尼法學院作為印地安納大學的所屬單位，以及印第安納大學與普渡大學印第安納波利斯聯合分校的一員，可使用所有印地安那大學與普渡大學的圖書館資源，其中包含有：
- 印第安納大學布魯明頓校區法學院圖書館：該圖書館是美國最好的法學圖書館之一。
- 印第安納大學醫學院圖書館：該圖書館就位在印第安納大學與普渡大學印第安納波利斯聯合分校之內，緊鄰麥肯尼法學院，為該院醫療法學研究增加方便。
- 印第安納大學與普渡大學印第安納波利斯聯合分校及印第安納大學布魯明頓校區的綜合型大學圖書館，館藏超過５００萬冊圖書資料。